# Antony Hewish
Antony Hewish (ur. 11 maja 1924 w Fowey, zm. 13 września 2021) – brytyjski astrofizyk i radioastronom, laureat Nagrody Nobla w dziedzinie fizyki za rok 1974 (wspólnie z Martinem Ryle’em) za pionierskie badania w dziedzinie radioastronomii i „odkrycie” pulsarów.

## Życiorys
Od roku 1942 studiował w Gonville and Caius College na Uniwersytecie Cambridge. W roku 1943 został powołany do służby wojskowej (walczył w czasie II wojny światowej w bitwie o Anglię). Zajmował się pracą nad telekomunikacyjnymi rozwiązaniami dla armii. W tym czasie współpracował z Martinem Ryleem. W 1946 r., po powrocie do Cambridge, dokończył studia i dołączył do zespołu badawczego Ryle’a w Laboratorium Cavendisha. W roku 1952 uzyskał doktorat. Jego prace teoretyczne i wypracowanie rozwiązań technicznych doprowadziły do zbudowania w latach 1965–1967 Interplanetary Scintillation Array w Mullard Radio Astronomy Observatory, dużego radioteleskopu w Mullard Radio Astronomy Observatory (MRAO) w Cambridge. W tym ośrodku zespół pod kierownictwem A. Hewisha prowadził poszukiwania kosmicznych radioźródeł. W listopadzie 1967 roku należąca do tego zespołu doktorantka, Jocelyn Bell, nieoczekiwanie odkryła regularnie pulsujące źródło, które później uznano za pierwszy pulsar. Wyniki badań opublikowano w roku 1968 w „Nature” (współautorzy: A. Hewish, S.J. Bell, J.D.H. Pilkington, P.F. Scott, R.A. Collins).

## Kontrowersje
Przyznanie Nagrody Nobla Ryle’owi i Hewishowi, bez włączenia Jocelyn Bell, było decyzją kontrowersyjną i zostało ostro skrytykowane przez kolegę Hewisha – astronoma Freda Hoyle'a. Hewish potwierdził w autobiografii, że regularnie odbierane sygnały pierwsza zaobserwowała S.J. Bell, która wcześniej, od roku 1965, uczestniczyła w budowie zaprojektowanej przez niego anteny. Wkład S.J. Bell był uznawany za bardzo ważny nie tylko przez Freda Hoyle’a. Ilustruje to fakt, że pierwsze odkryte pulsary – uznawane za kamienie milowe radioastronomii – współcześnie nazywane CP (od „Cambridge pulsar”), początkowo nazywano „Bell's star”. Odkrycie było też treścią jej pracy doktorskiej.
Po dziesięciu latach od odkrycia CP Susan Jocelyn Bell Burnell (ceniony pracownik naukowy) przedstawiła osobistą relację z przełomowych wydarzeń roku 1967. Na Eighth Texas Symposium on Relativistic Astrophysics, w czasie „after-dinner speech” pt. „Petit Four”, szczegółowo wyjaśniła charakter własnego wkładu w odkrycie (publ. w Annals of the New York Academy of Science, vol. 302, s. 685-689, grudzień 1977).
Kontrowersje znalazły wyraz w wielu późniejszych publikacjach, m.in. w pracy zatytułowanej: „Is the Nobel Prize good for science?” (2013). Autorzy tej pracy sugerują, że wskazana jest zmiana zasad przyznawania Nagrody Nobla – likwidacja ograniczenia liczby osób, którym może być przyznawana, i stworzenie możliwości nagrodzenia wkładu wszystkich osób uczestniczących w badaniach, również studentów (precedensem było przyznanie Pokojowej Nagrody Nobla całej organizacji: 1910 – Międzynarodowe Stałe Biuro Pokoju, a następnie, w 1917 – Międzynarodowy Komitet Czerwonego Krzyża i kolejne). Twierdzą, że zmiana sprzyjałaby promowaniu współpracy naukowej i zmniejszała negatywne skutki konkurencji między poszczególnymi naukowcami.

## Nagrody i wyróżnienia
- członek Royal Society od 1968[10]
- 1969 – Medal Eddingtona[11]
- 1974 – Nagroda Nobla w dziedzinie fizyki (wspólnie z Martinem Ryle’em)
- 1977 – Hughes Medal[12]